# Pachycormiformes
Ordre
Familles de rang inférieur
- † Archaeomaenidae Wade, 1941
- † Koonwarriidae Waldman, 1971
- † Pachycormidae Lydekker, 1889

Les Pachycormiformes forment un ordre éteint de poissons ayant vécu au Mésozoïque en Eurasie et sur les continents américains.
La place taxonomique des Pachycormiformes n'est pas déterminée de manière consensuelle (Halecomorpha, Semionotiformes ou téléostéens). Ils sont généralement placés dans ce dernier groupe, comme des téléostéens très basaux,. Dans ce cas, le célèbre genre Leedsichthys serait le plus grand téléostéen connu.

## Liste des taxons inférieurs

### Famille des†ArchaeomaenidaeWade, 1941
- † Aetheolepis
- † Aphnelepis
- † Archaeomaene
- † Gurvanichthys
- † Madariscus
- † Oreochima
- † Wadeichthys
- † Zaxilepis

### Famille des†KoonwarriidaeWaldman, 1971
- † Koonwarria Waldman, 1971

### Famille des†PachycormidaeLydekker, 1889
- † Euthynotus Wagner, 1860 [Heterothrissops Sauvage, 1875 ; Pseudothrissops Sauvage 1875]
- † Hypsocormus Wagner, 1860
- † Orthocormus Weitzel, 1930
- † Australopachycormus Kear, 2007
- † Protosphyraena Leidy, 1857 [Erisichthe Cope 1872 ; Pelecopterus Cope 1875]
- † Pachycormus Agassiz, 1833 non Coville ex Standley, 1923 [?Pachylepis Quenstedt, 1858 non Pander, 1856 ; ?Lycodus Quenstedt, 1856]
- † Martillichthys Liston, 2008
- † Asthenocormus Woodward, 1895 [Agassizia Vetter 1881 non Agassiz & Desor, 1847 non Behr, 1870 non Yoshiyasu, 1987]
- † Bonnerichthys Friedman et al., 2010
- † Leedsichthys Woodward, 1889 [Leedsia Woodward 1890]
- † Rhinconichthys Friedman et al., 2010
- † ? Atacamichthys Arratia & Schultze, 1987
- † ? Bobbichthys  Arratia, 1986
- † ? Cephenoplosus Sauvage[4], 1878
- † ? Eugnathides Gregory, 1923
- † ? Haasichthys Delsate, 1999
- † ? Hengnania Wang, 1977
- † ? Pholidophoropsis Nybelin, 1966
- † ? Prymnetes Cope, 1871
- † ? Pseudoasthenocormus (Eastman 1911) Lambers, 1999
- † ? Seefeldia Nybelin, 1974
- † ? Prosauropsis (von Münster, 1842) Sauvage, 1893
- † ? Sauropsis Agassiz, 1832 [Diplolepis Vetter 1881 non Geoffryoy 1762 non Fabricius 1805 non Steindachner 1863; Parathrissops Sauvage, 1891 non Eastman, 1914]
- † ? Saurostomus Agassiz, 1843.

## Galerie

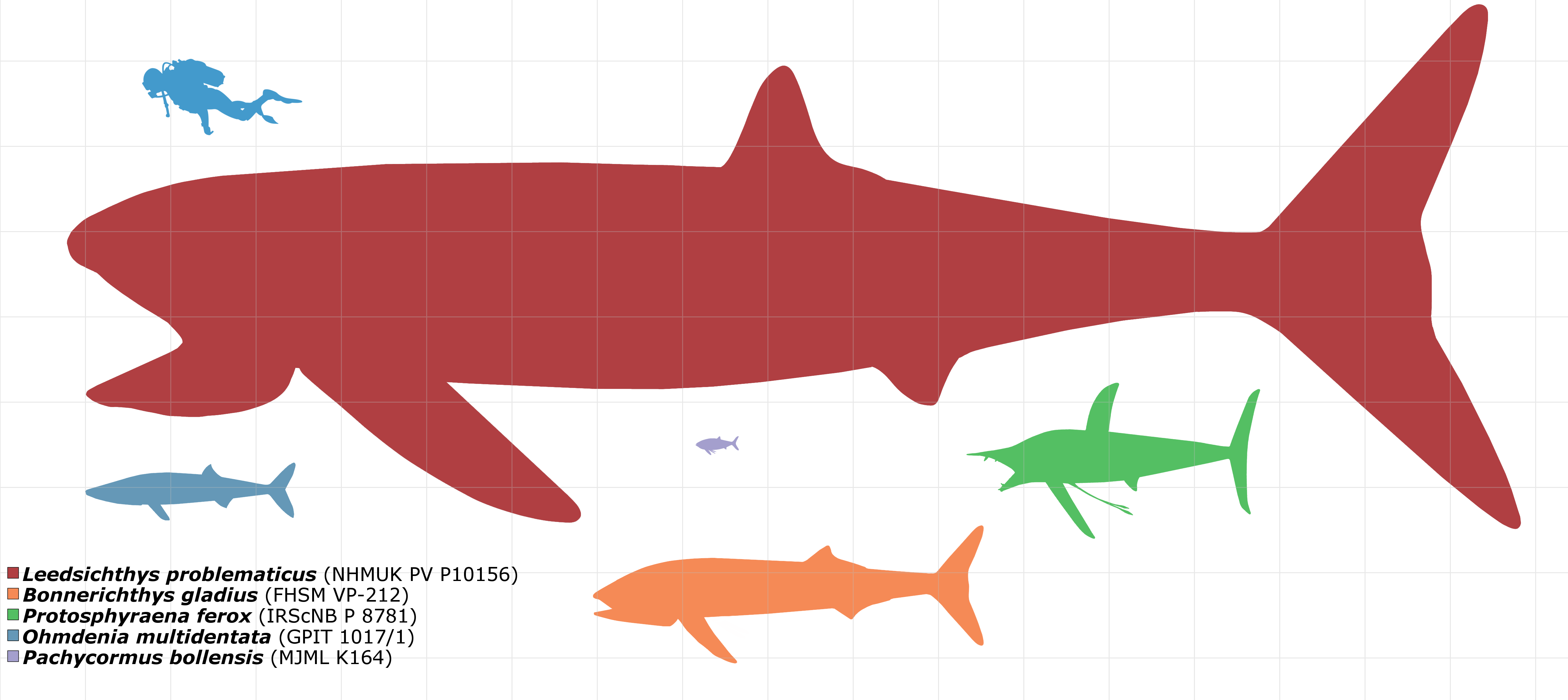
Taille comparée de différents pachycormiformes
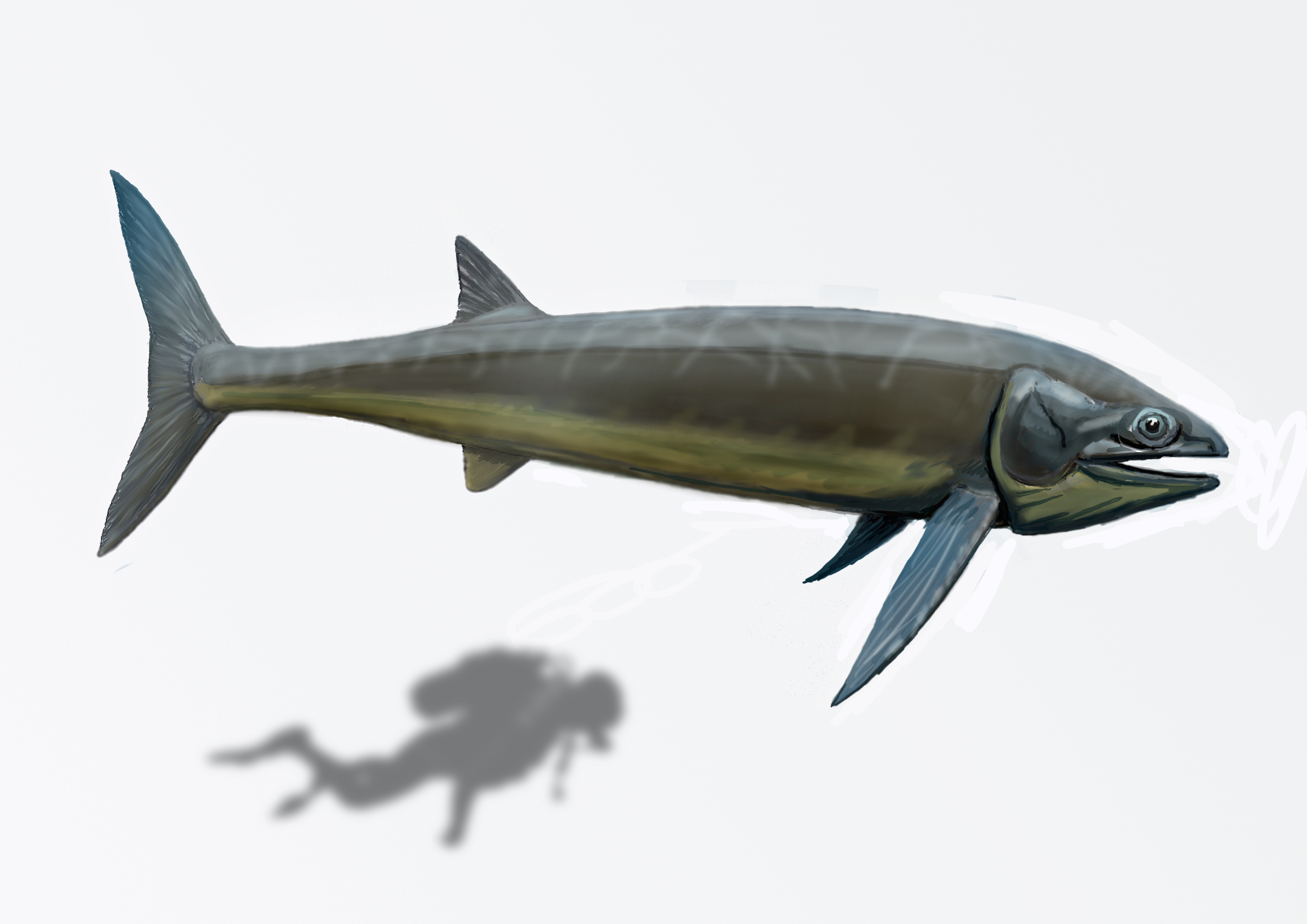
Restitution de Bonnerichthys par le paléoartiste D. Bogdanov, avec un humain pour donner l'échelle
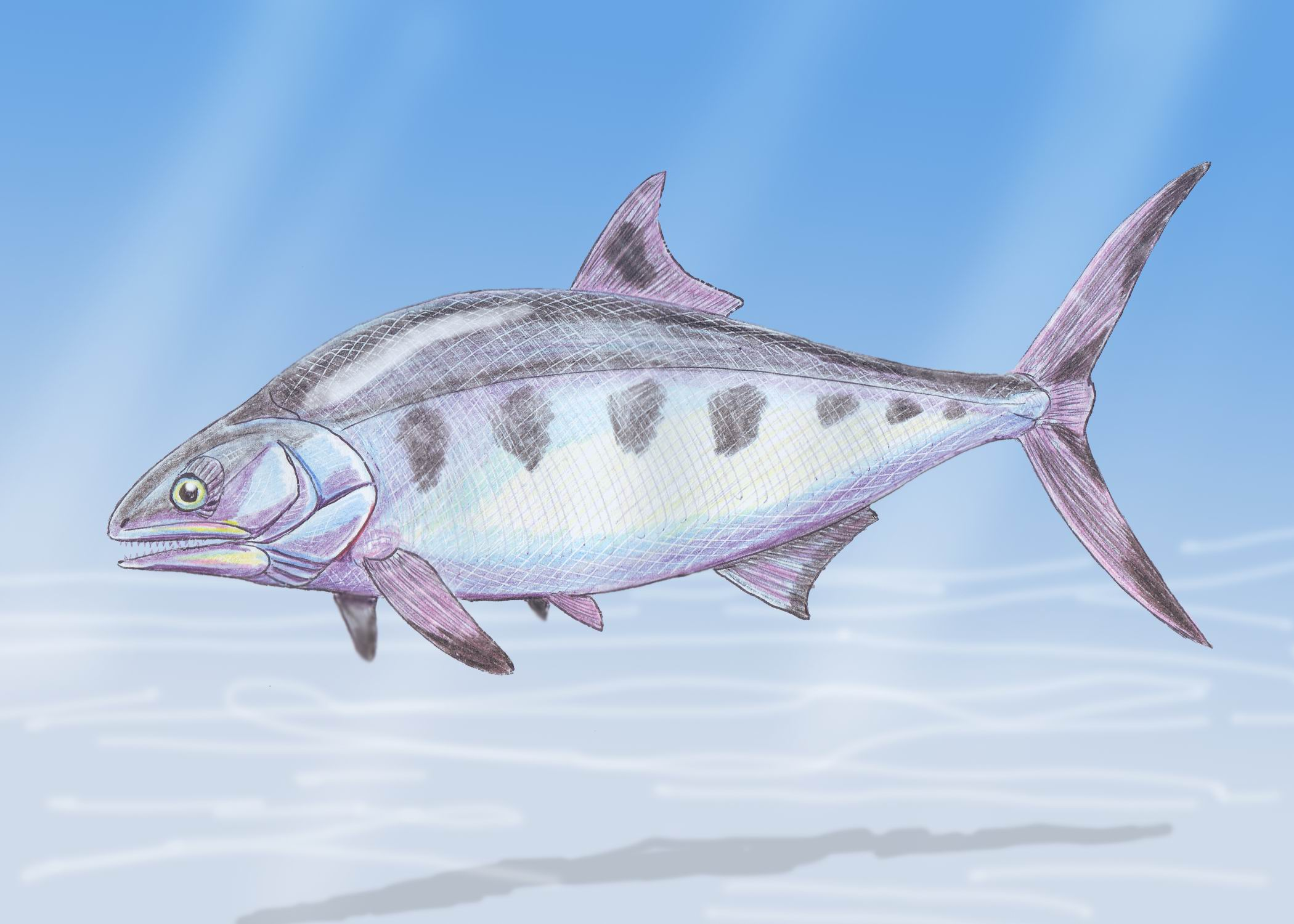
Restitution de Hypsocormus insignis par le paléoartiste D. Bogdanov
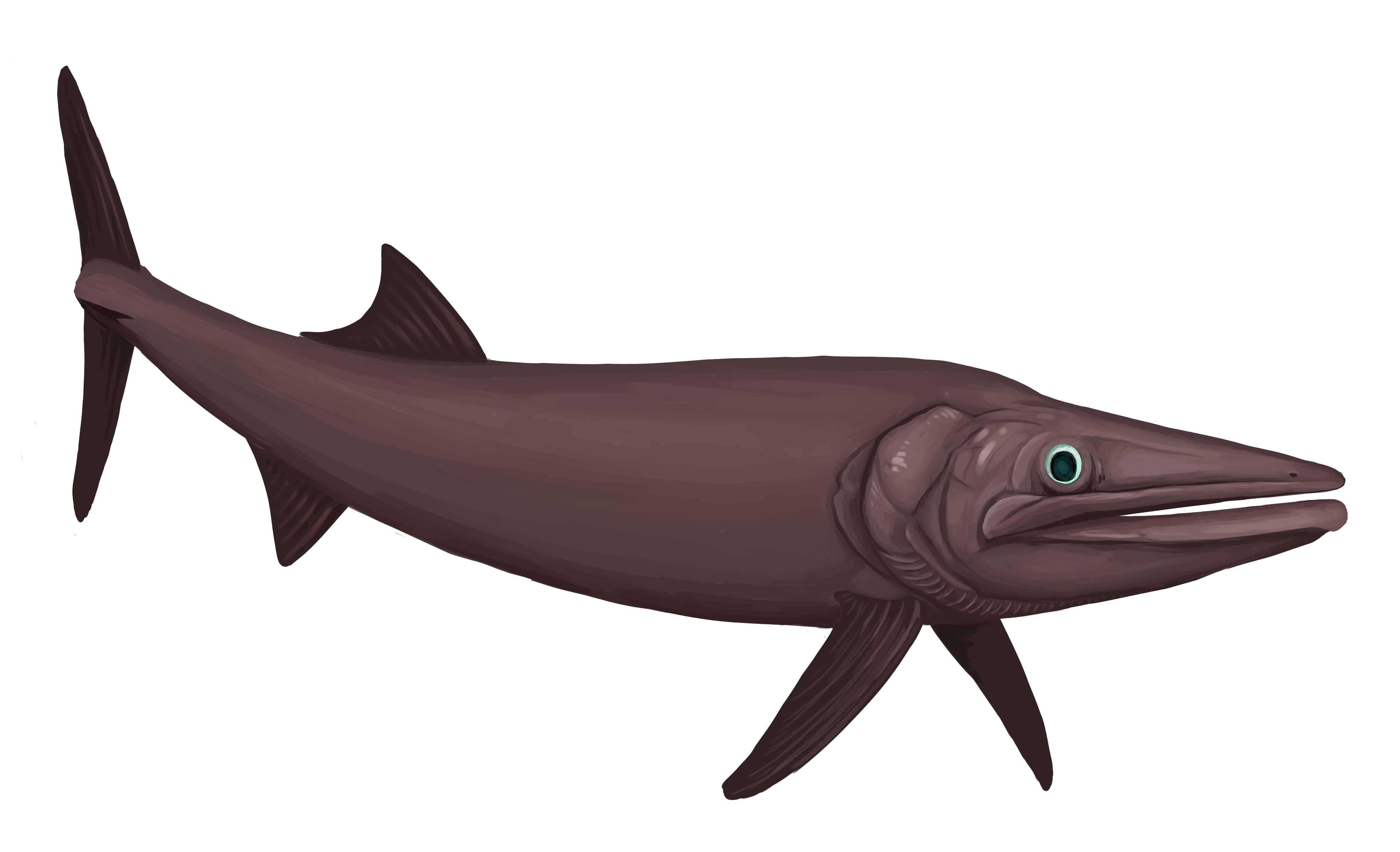
Restitution d’Ohmdenia
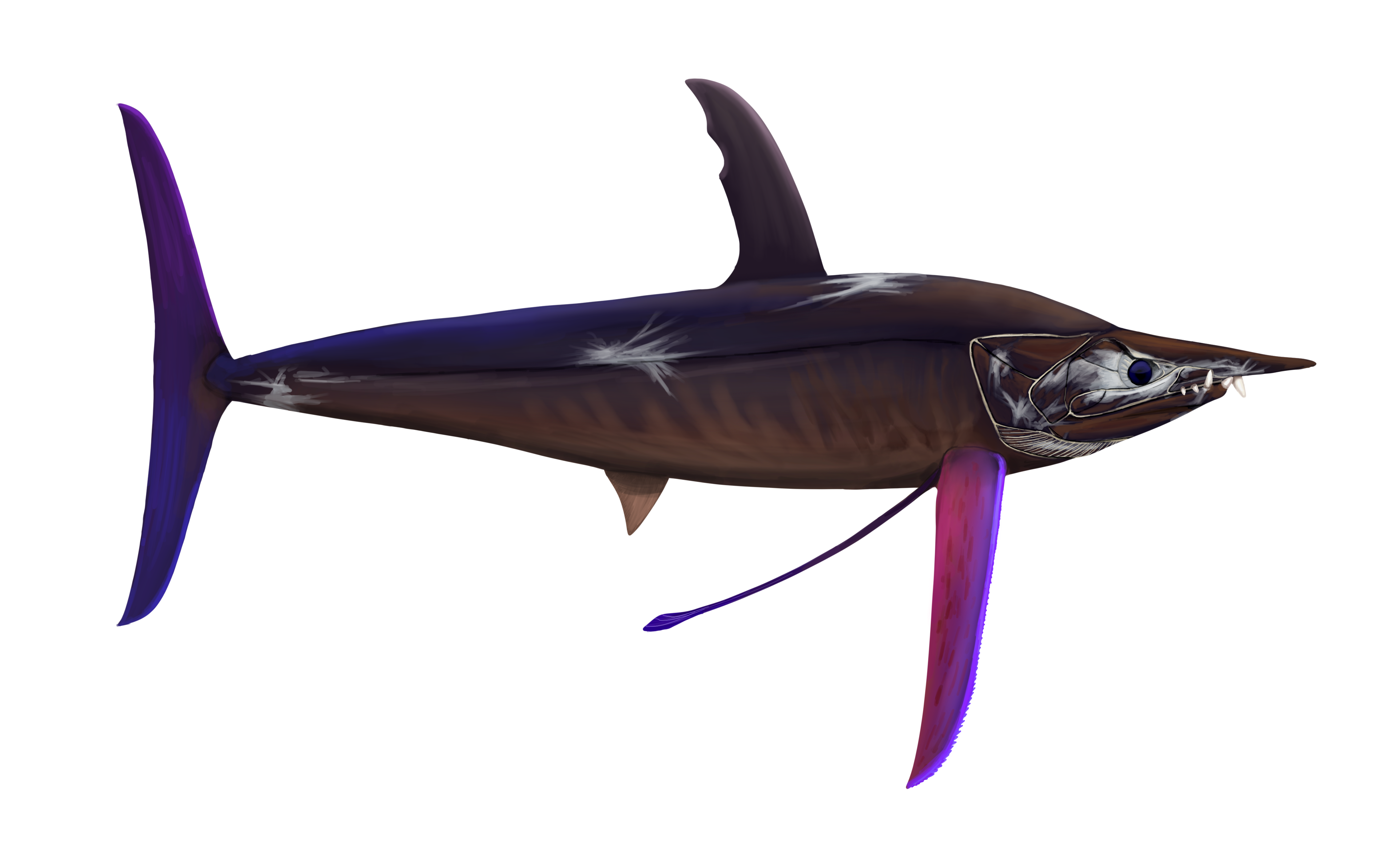
Restitution de Protosphyraena perniciosa